# Редінг (Огайо)
Редінг (англ. Reading) — місто (англ. city) в США, в окрузі Гамільтон штату Огайо. Населення — 10 600 осіб (2020).

## Географія
Редінг розташований за координатами 39°13′27″ пн. ш. 84°26′0″ зх. д. / 39.22417° пн. ш. 84.43333° зх. д. (39.224101, -84.433255).  За даними Бюро перепису населення США в 2010 році місто мало площу 7,49 км², уся площа — суходіл.

## Демографія
Згідно з переписом 2010 року, у місті мешкало 10 385 осіб у 4554 домогосподарствах у складі 2624 родин. Густота населення становила 1387 осіб/км².  Було 4962 помешкання (663/км²).
Расовий склад населення:
| - 89,1 % — білих - 7,3 % — чорних або афроамериканців - 1,0 % — азіатів - 0,1 % — корінних американців |

До двох чи більше рас належало 1,9 %. Частка іспаномовних становила 1,7 % від усіх жителів.
За віковим діапазоном населення розподілялося таким чином: 21,6 % — особи молодші 18 років, 63,5 % — особи у віці 18—64 років, 14,9 % — особи у віці 65 років та старші. Медіана віку мешканця становила 39,5 року. На 100 осіб жіночої статі у місті припадало 96,4 чоловіків;  на 100 жінок у віці від 18 років та старших — 93,8 чоловіків також старших 18 років.
Середній дохід на одне домашнє господарство  становив 55 369 доларів США (медіана — 41 672), а середній дохід на одну сім'ю — 68 622 долари (медіана — 56 623). Медіана доходів становила 49 245 доларів для чоловіків та 34 923 долари для жінок. За межею бідності перебувало 16,2 % осіб, у тому числі 22,9 % дітей у віці до 18 років та 10,8 % осіб у віці 65 років та старших.
Цивільне працевлаштоване населення становило 4900 осіб. Основні галузі зайнятості: освіта, охорона здоров'я та соціальна допомога — 21,1 %, виробництво — 15,1 %, мистецтво, розваги та відпочинок — 13,3 %, науковці, спеціалісти, менеджери — 12,4 %.